# Letheobia pembana
Letheobia pembana — вид змій родини сліпунів (Typhlopidae). Ендемік Танзанії.

## Поширення і екологія
Letheobia pembana є ендеміками острова Пемба в архіпелазі Занзібар. Вони живуть в прибережних заростях та на полях, на висоті до 100 м над рівнем моря.